# تصور جغرافي

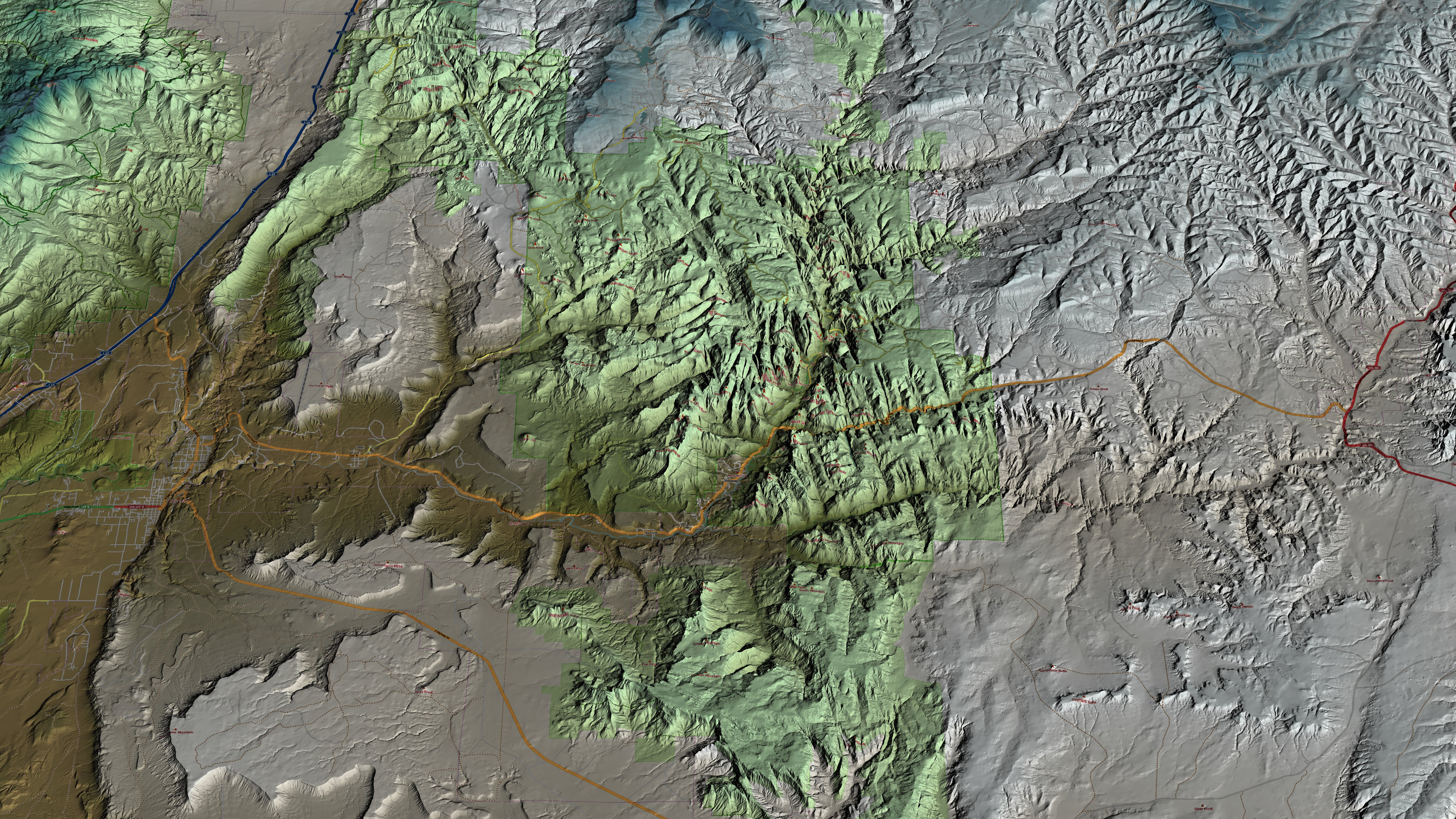
صورة تمثل التصور الجغرافي المرئي

يشير التصور الجغرافي المرئي (التجسيد المرئي) المعروف أيضًا باسم التصور الخرائطي إلى مجموعة من الأدوات والتقنيات التي تدعم تحليل البيانات الجغرافية المكانية من خلال استخدام التصور التفاعلي.
مثل المجالات ذات الصلة بالتخيل العلمي وتصور المعلومات. يؤكد التصور الجغرافي على بناء المعرفة عبر تخزين المعرفة أو نقل المعلومات. للقيام بذلك تقوم عملية التصور الجغرافي بتوصيل المعلومات الجغرافية فيما بينها بطرق تسمح، عند دمجها مع الفهم البشري، باستكشاف البيانات وعمليات صنع القرار.
تتمتع الخرائط الثابتة بقدرة استكشافية محدودة؛ ترتبط الرسوم البيانية ارتباطًا وثيقًا بالمعلومات الجغرافية ضمنها. يسمح نظام المعلومات الجغرافية GIS والتصور الجغرافي بمزيد من الخرائط التفاعلية؛ بما في ذلك القدرة على استكشاف طبقات مختلفة من الخريطة، للتكبير أو التصغير، وتغيير المظهر المرئي للخريطة، عادةً على شاشة حاسوب.
يعبر التصور الجغرافي عن مجموعة من التقنيات والممارسات لرسم خرائط تستفيد من قدرة المعالجات الدقيقة الحديثة على عرض التغييرات على الخريطة في الوقت الفعلي، مما يسمح للمستخدمين بضبط بيانات الخريطة أثناء التنقل.

## التاريخ
تم ذكر مصطلح التصور لأول مرة في أدبيات رسم الخرائط على الأقل منذ عام 1953م، في مقال بقلم عالم الجغرافيا بجامعة شيكاغو ألين ك. فيلبريك Allen K. Philbrick.
دفعت التطورات الجديدة في مجال علوم الكمبيوتر مؤسسة العلوم الوطنية إلى إعادة تعريف المصطلح في تقرير عام 1987م الذي وضع التصور عند تلاقي رسومات الكمبيوتر ومعالجة الصور ورؤية الكمبيوتر والتصميم بمساعدة الكمبيوتر ومعالجة الإشارات ودراسات واجهة المستخدم. وشدد على جوانب إنشاء المعرفة وتوليد الفرضيات من التصور العلمي.
تطور التصور الجغرافي كمجال بحثي في أوائل الثمانينيات، اعتمادًا إلى حد كبير على عمل المنظر الجرافيكي الفرنسي جاك بيرتين Jacques Bertin. يركز عمل بيرتين في تصميم الخرائط وتصور المعلومات مع مؤسسة العلوم الوطنية على إمكانية استخدام «العروض المرئية الديناميكية كمحفزات للرؤية العلمية والطرق التي من خلالها يمكن للعروض المرئية الديناميكية الاستفادة من العمليات الإدراكية لتسهيل عملية التفكير».
استمر التصور الجغرافي في النمو كموضوع للممارسة والبحث. أنشأت الرابطة الدولية لرسم الخرائط International Cartographic Association (ICA) لجنة التصور والبيئات الافتراضية في عام 1995م.

## حقول ذات صلة
يرتبط التصور الجغرافي المرئي ارتباطًا وثيقًا بمجالات التجسيد المرئي الأخرى، مثل التجسيد المرئي العلمي scientific visualization والتجسيد المرئي للمعلومات information visualization. نظرًا لجذوره في رسم الخرائط يساهم التصور الجغرافي المرئي في هذه المجالات الأخرى عن طريق استعارة الخريطة، والتي تم استخدامها على نطاق واسع للتجسيد المرئي للمعلومات غير الجغرافية في مجالات التجسيد المرئي للمعلومات والتجسيد المرئي للمعرفة التخصصية domain knowledge. وهو مرتبط بالمحاكاة الحضرية urban simulation.

## التطبيقات
لقد حقق التصور الجغرافي المرئي نجاحًا في مجموعة متنوعة من المواقف الحقيقية التي تتطلب عمليات صنع قرار وإنتاج المعرفة والتي يمكن أن يوفرها. توفر القائمة التالية ملخصًا لبعض هذه التطبيقات كما تمت مناقشتها في أدبيات تحديد المواقع الجغرافية.

### مكافحة حرائق البراري
يستخدم رجال الإطفاء بيئات افتراضية لنمذجة التضاريس والحرائق بسرعة لإدارة التخطيط الإستراتيجي لحرائق الغابات. SimTable عبارة عن محاكي تفاعلي ثلاثي الأبعاد للحرائق، يجعل تمارين الطاولة الرملية واقعية. يستخدم SimTable عمليات محاكاة حاسوبية متقدمة لنمذجة الحرائق في أي منطقة، بما في ذلك الأحياء المحلية، باستخدام المنحدر الفعلي والتضاريس وسرعة واتجاه الرياح والغطاء النباتي وعوامل أخرى. تم استخدام نماذج SimTable في أكبر حريق مسجل في ولاية أريزونا، وهو Wallow Fire.

### علم التحريج
يعمل خبراء التصور الجغرافي المرئي مع المشجرين والحراجيين الأوروبيين مستخدمين CommonGIS ومجموعة أدوات التجسيد المرئي VTK لتمثيل مجموعة كبيرة من البيانات المكانية والزمانية المتعلقة بالغابات الأوروبية بصرياً، مما يسمح باستكشاف البيانات من قبل غير الخبراء عبر الإنترنت. التقرير الذي يلخص هذا الجهد «يكشف عن مجموعة من القضايا الأساسية ذات الصلة بالمجال الواسع للتصوير الجغرافي المرئي وبحوث التجسيد المرئي المعلوماتي».
أشار فريق البحث إلى مشكلتين رئيسيتين هما عدم قدرة العاملين في مجال التجسيد المرئي الجغرافي على إقناع الحراجين بفعالية التصور الجغرافي المرئي في عملهم وهواجس لديهم حول إمكانية وصول غير الخبراء لمجموعة البيانات «الاستكشاف غير المنضبط». بينما ركز المصممون الجغرافيون على قدرة التصور الجغرافي المرئي على المساعدة في بناء المعرفة، فضل الحرجيون دور الاتصال المعلوماتي في الأشكال الأكثر تقليدية من تمثيلات الخرائط.

### علم الآثار
يوفر التصور الجغرافي المرئي لعلماء الآثار تقنية محتملة لرسم خرائط للبيئات الأثرية المكتشفة وكذلك للوصول إلى البيانات الأثرية واستكشافها في بيئة ثلاثية الأبعاد.
لا تقتصر الآثار المترتبة على التصور الجغرافي المرئي لعلم الآثار على التقدم في النظرية الأثرية والاستكشاف، بل تشمل أيضًا تطوير علاقات تعاونية جديدة بين علماء الآثار وعلماء الحاسوب.

### الدراسات البيئية
توفر أدوات التصور الجغرافي المرئي للعديد من الجهات المعنية القدرة على اتخاذ قرارات بيئية متوازنة من خلال مراعاة «العوامل المتفاعلة المعقدة التي يجب أخذها في الاعتبار عند دراسة التغيرات البيئية». يمكن لمستخدمي التصور الجغرافي المرئي استخدام نموذج مرجعي جغرافيً لاستكشاف مجموعة معقدة من البيانات البيئية، واستجواب عدد من السيناريوهات أو خيارات السياسة لملاءمة أفضل.

### التخطيط العمراني
يمكن لكل من المخططين وعامة الناس استخدام التصور الجغرافي المرئي لاستكشاف بيئات حقيقية ووضع نماذج لسيناريوهات «ماذا لو» بناءً على البيانات المكانية والزمانية. بينما يمكن تقسيم التصور الجغرافي في المجالات السابقة إلى مجالين منفصلين - المجال الخاص، حيث يستخدم المحترفون التصور الجغرافي المرئي لاستكشاف البيانات وتكوين الفرضيات، والمجال العام، حيث يقدم هؤلاء المحترفون «تفكيرهم البصري» لعامة الناس - يعتمد التخطيط من بين العديد من المجالات الأخرى على التعاون بين عامة الناس والمهنيين.
يستخدم المخططون التصور الجغرافي كأداة لنمذجة الاهتمامات البيئية والسياسية لعامة الناس. .Jiang et al ذكر مثالين، حيث «تُستخدم التمثيلات الواقعية ثلاثية الأبعاد لإظهار إعادة التطوير الحضري واستخدام المحاكاة الديناميكية الحاسوبية لإظهار انتشار التلوث المحتمل خلال السنوات القليلة المقبلة.» إن الاستخدام الواسع النطاق للإنترنت من قبل عامة الناس له آثار على جهود التخطيط التعاوني هذه، مما يؤدي إلى زيادة مشاركة أوسع للجمهور مع تقليل الوقت المستغرق لمناقشة قرارات التخطيط الأكثر إثارة للجدل.